# Pyzdry
Pyzdry é um município da Polônia, na voivodia da Grande Polônia e no condado de Września. Estende-se por uma área de 12,16 km², com 3 187 habitantes, segundo os censos de 2016, com uma densidade de 262,1 hab/km².